# أسماك المياه المالحة

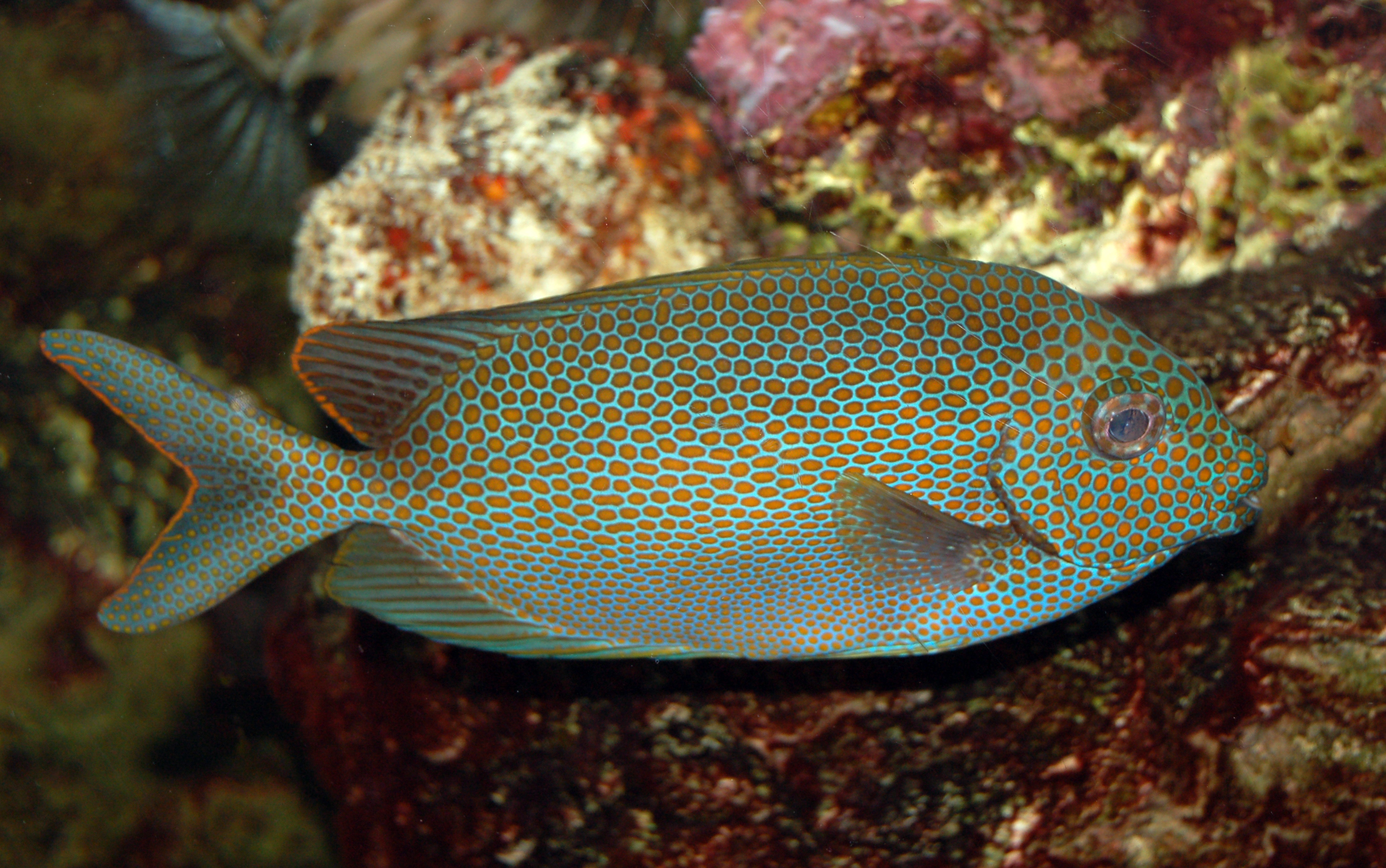
تأتي أسماك المياه المالحة بألوان وأنماط مختلفة.

أسماك المياه المالحة وتسمى أيضًا الأسماك البحرية، هي الأسماك التي تعيش في مياه المحيطات. يمكن أن تعيش أسماك المياه المالحة بمفردها أو تعيش في مجموعة كبيرة معًا، تسمى مدرسة الأسماك .  تحظى أسماك المياه المالحة بشعبية كبيرة بين الصيادين في أعماق البحار وأحواض السمك في جميع أنحاء البلاد. عادة ما يتم الاحتفاظ بأسماك المياه المالحة في أحواض السمك للترفيه. كما يتم صيد الكثير من أسماك المياه المالحة ليتم تناولها.  

## حمية
يمكن للأسماك التي تعيش في المحيط أن تكون آكلة اللحوم أو آكلات الأعشاب أو آكلات للحوم و الأعشاب.  تأكل آكلات الأعشاب في المحيط أشياء مثل الطحالب والأعشاب البحرية المزهرة.حيث تتكون العديد من النظم الغذائية للحيوانات العاشبة في المقام الأول من الطحالب. وتأكل معظم أسماك المياه المالحة الطحالب الكبيرة والطحالب الدقيقة. تأكل العديد من الأسماك الطحالب الحمراء والخضراء والبنية والأزرق، لكن بعض الأسماك تفضل أنواعًا معينة. معظم أسماك المياه المالحة آكلة اللحوم لن تأكل الطحالب تحت أي ظرف من الظروف. تتكون الوجبات الغذائية لآكلات اللحوم من الروبيان أو العوالق أو القشريات الصغيرة.

## أسر

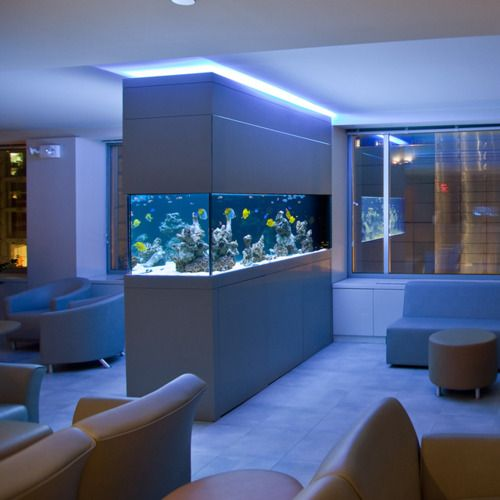
تحظى خزانات أسماك المياه المالحة بشعبية بين الشركات والأسر.

أحواض المياه المالحة هي صناعة بملايين الدولارات في الولايات المتحدة . يتم استيراد حوالي 10 ملايين سمكة بحرية إلى الولايات المتحدة كل عام لاستخدامها في حوض السمك. تستورد الولايات المتحدة أسماك المياه المالحة أكثر من أي دولة أخرى في العالم. هناك ما يقرب من 2000 نوع مختلف من أسماك المياه المالحة التي يتم استيرادها واستخدامها في الأسر.  في العديد من الظروف، يتم جمع الأسماك المستخدمة في التجارة البحرية باستخدام الأساليب الضارة مثل السيانيد. إحدى الطرق التي يحاول الناس من خلالها حماية الشعاب المرجانية هي تربية الأسماك البحرية في الأسر. من المعروف أن الأسماك المرباة في الأسر أكثر صحة ومن المرجح أن تعيش لفترة أطول. تعتبر الأسماك المرباة في الأسر أقل عرضة للإصابة بالأمراض لأنها لم تتعرض للبرد ولم تتضرر أثناء عملية الشحن. لقد اعتادت الأسماك التي يتم تربيتها في الأسر بالفعل على موائل الحوض والطعام. 

## بيئات
هناك العديد من المكونات المختلفة التي تشكل موطن الحياة البحرية. بعضها درجة حرارة الماء ونوعيته وكميته (التدفق والعمق). المكونات الأخرى التي يمكن أن تساهم أيضًا في موطن أسماك المياه المالحة هي مستوى الأس الهيدروجيني ومستوى الملح ومستوى القلوية. هناك ميزات فيزيائية أخرى تساهم في الموئل وهي مواد فيزيائية مثل الصخور والشعاب المرجانية والرمل أو النباتات مثل كمية الطحالب ونباتات المياه والمرشح الملحي. تعيش أسماك معينة في موائل معينة بناءً على ما تأكله أو دورة الحياة التي تعيشها حاليًا، شيء آخر هو كمية الملح الموجودة في الماء في هذا الموقع المحدد. شيء آخر هو أن بعض موائل المحيطات ليست في المحيط من الناحية الفنية وتسمى مصبات الأنهار، وهي المناطق التي تلتقي فيها المحيطات والأنهار مما يخلق مزيجًا من المياه المالحة والمياه العذبة مما يجعل موطنًا مختلفًا لأنواع مختلفة من الأسماك والمخلوقات للعيش فيها.   المحيط هو موطن لكائنات كبيرة مثل الحيتان وصغيرة مثل الكائنات الحية المجهرية مثل العوالق النباتية. ومع ذلك، فإن الغالبية العظمى من حياة المحيطات التي يتعرض لها البشر هي أسماك المياه المالحة البسيطة. يمكن أن تعيش أسماك المياه المالحة في أعمق أعماق المحيط حيث لا يمكن لأشعة الشمس أن تخترق، ولكنها يمكن أن تعيش أيضًا على سطح الماء. 

## التهديدات
تواجه الأسماك البحرية العديد من التهديدات البشرية. وتشمل التهديدات الشائعة التي يتسبب فيها الإنسان مثل الصيد الجائر والتلوث وفقدان الموائل وتدميرها وتغير المناخ والأنواع الغازية. تأتي جميع التهديدات المذكورة أعلاه مع العديد من التأثيرات السلبية المباشرة وغير المباشرة السلبية على النظم البيئية البحرية. مع تزايد عدد السكان بمعدل كبير، من المرجح أن تستمر هذه التهديدات في الانتشار في النظم البيئية البحرية.

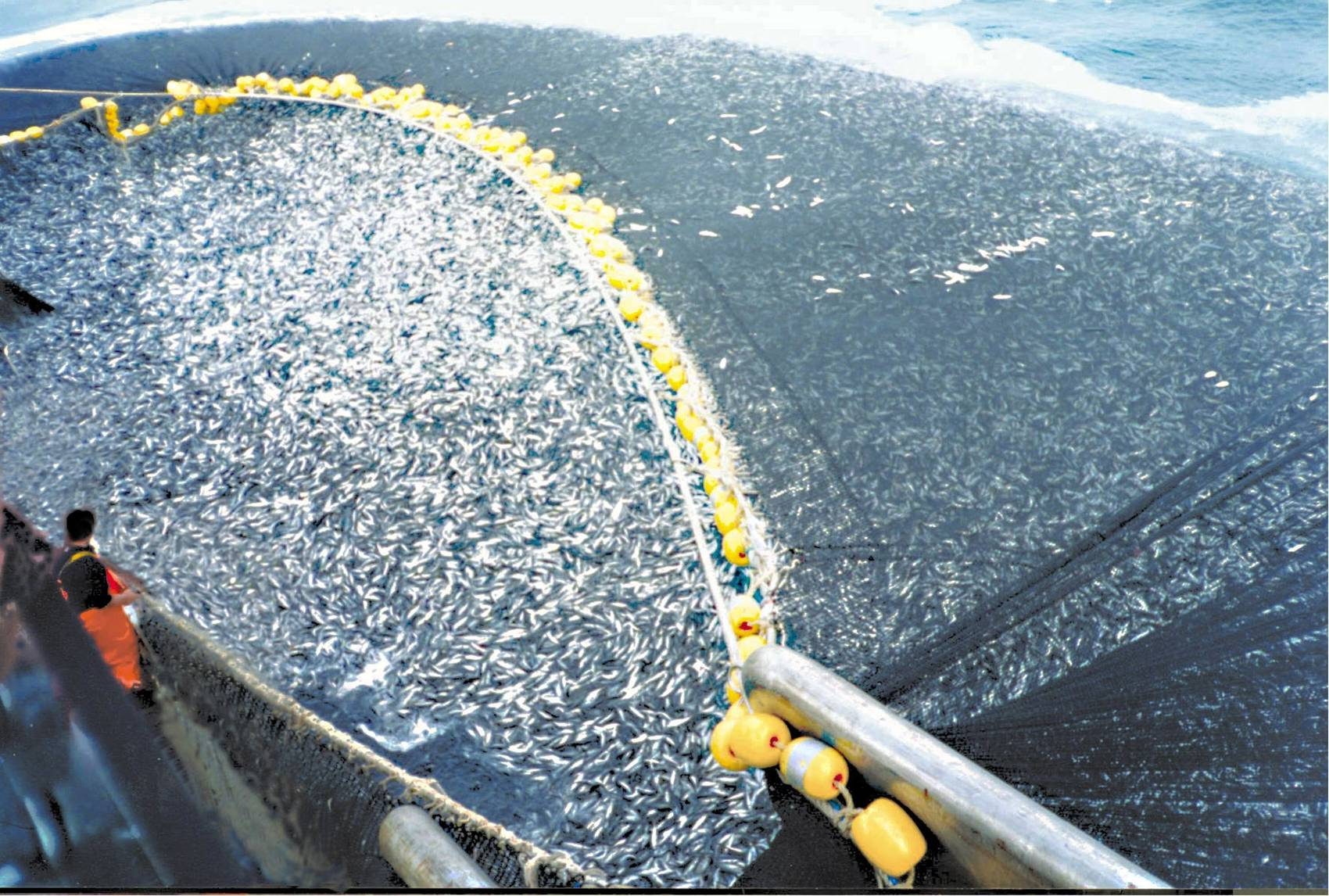
تجلب قوارب الصيد التجارية كميات هائلة من الأسماك على أساس منتظم. في الصورة أعلاه ، هو سمك القد حصاد الصياد.

### الصيد الجائر
يُعرف الإفراط في الصيد على أنه الإزالة الجماعية للأسماك من جسم مائي مما يؤدي إلى إيقاف قدرة مجموعات التكاثر على تجديد ما تم إزالته. تعد الأسماك من أكثر الأطعمة شعبية في العالم واستمر الاستهلاك في الارتفاع مع تزايد عدد السكان وسيستمر في ذلك. شهدت قيمة سوق المأكولات البحرية العالمية زيادة بنسبة 15٪ في الفترة من 2016 إلى 2020، ومن المتوقع أن تزداد أكثر بحلول عام 2023.  على الرغم من أنها توفر للكثير من الناس مصدرًا للغذاء، إلا أن سوق المأكولات البحرية العالمية يمثل تهديدًا كبيرًا للتنوع البيولوجي للأسماك. الصيد العرضي هو تأثير مباشر للصيد الجائر ويعرف بأنه الصيد غير المرغوب فيه للكائنات البحرية المختلفة أثناء الصيد الصناعي. وهذا يؤدي إلى موت العديد من الأنواع المختلفة من الأسماك بعد أن يتم التقاطها والتخلص منها. غالبًا ما تكون البيانات عن المصيد العرضي غير واضحة ولا يتم تسجيلها جيدًا، ولكن يقدر أن الولايات المتحدة وحدها تتخلص من 17-22 ٪ من الصيد السنوي.  تعتبر فرضية إطلاق Mesopredator واحدة من الآثار غير المباشرة للصيد الجائر الذي يشار إليه أيضًا باسم «الصيد أسفل شبكة الغذاء». وتعني هذه الظاهرة أنه بينما تستنفد مصائد الأسماك الأنواع المفترسة الكبيرة، تزداد الأنواع المفترسة متوسطة الحجم في وفرتها وتتولى دورها كأفضل الحيوانات المفترسة على شبكة الغذاء.  ويؤثر ذلك على الشبكة الغذائية في البيئات البحرية ويعطل توازن النظام البيئي ويحتمل أن يسبب شلالات غذائية.

### تربية الأحياء المائية في القفص

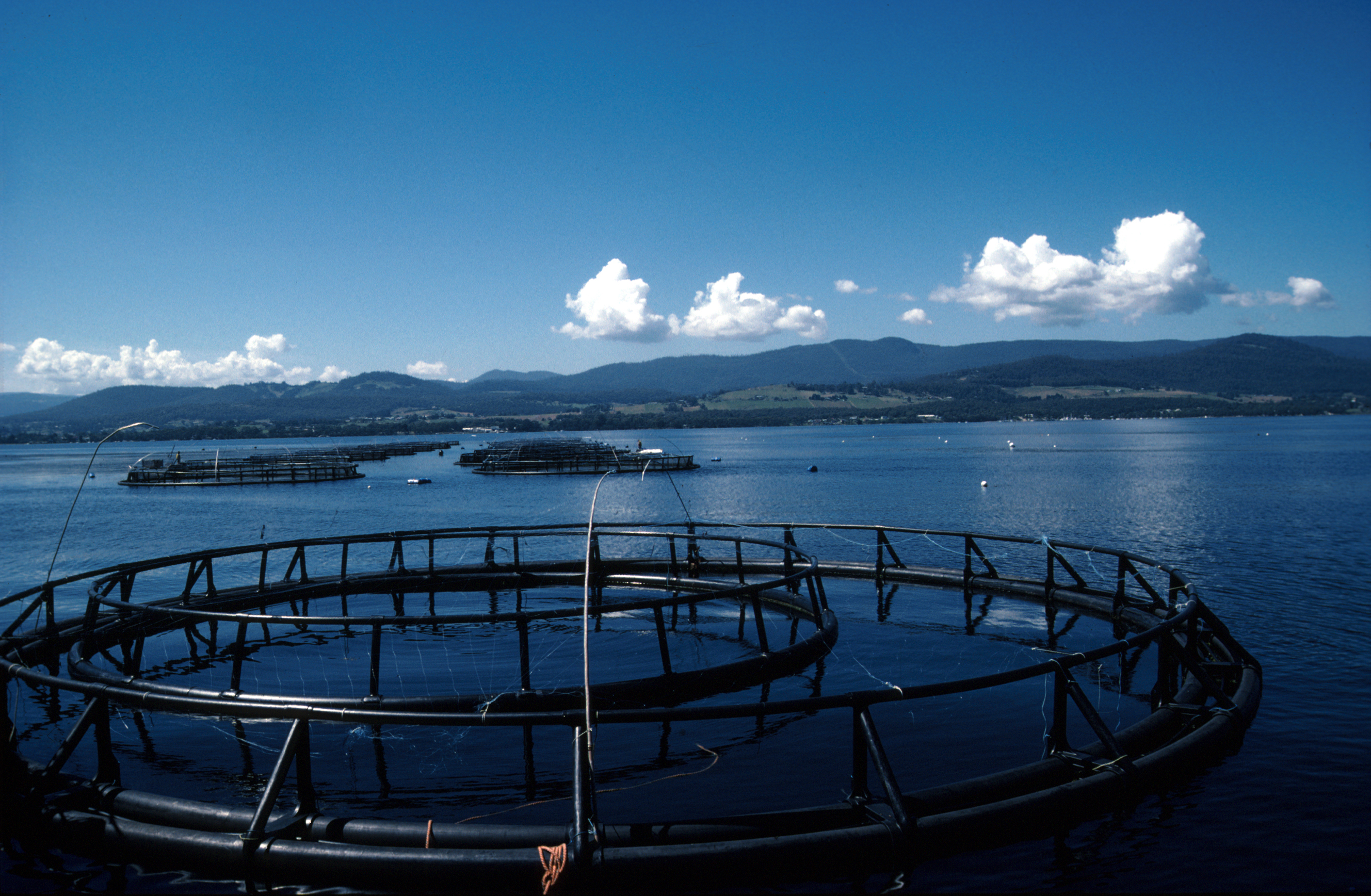
صورة لتربية الأحياء المائية في أقفاص تقع في أستراليا

يُعرَّف الاستزراع المائي على أنه استزراع الكائنات المائية في بيئات خاضعة للرقابة بغرض توفير الغذاء والموارد للإنسان. يمكن أن يحدث الاستزراع المائي في بيئات المياه البحرية والمياه العذبة، ولكن لأن هذه صفحة أسماك المياه المالحة، فإن هذا المدخل سيغطي فقط تأثيرات الاستزراع المائي على الأسماك البحرية. ساهم الطلب العالمي المتزايد على الأسماك في زيادة الاستزراع المائي. نظرًا لانخفاض العديد من الأرصدة السمكية البرية، يعتبر الاستزراع المائي أسرع نظام إنتاج غذائي نموًا حيث يساهم بحوالي 50٪ من إمدادات الأسماك في العالم.  هناك الكثير من الجدل حول ما إذا كانت تربية الأحياء المائية ممارسة مستدامة بيئياً أم لا، ومع ذلك فإن المنافع الاجتماعية والاقتصادية التي يحصل عليها البشر يصعب الدفاع عنها. ومع ذلك، هناك تأثيرات سلبية كبيرة على تربية الأحياء المائية، وخاصة تربية الأحياء المائية في الأقفاص، على البيئة المحيطة.
يشمل الاستزراع المائي في الأقفاص تربية الكائنات المائية في مصادر المياه الطبيعية أثناء وضعها في قفص شبكي / شبكي يسمح للماء من البيئة المحيطة بالتدفق والخروج بحرية. لقد كان الاستزراع المائي في الأقفاص في البيئات البحرية مثيرا للجدل بشكل خاص بسبب تأثيره على النظام البيئي المحيط، مما أثر على مجموعات الأسماك البحرية البرية. التأثيرات الرئيسية لتربية الأحياء المائية في الأقفاص هي انخفاض جودة المياه من مياه الصرف الصحي، والاحتمال الكبير للتلوث الجيني للأرصدة البرية بسبب الفرار من أقفاص تربية الأحياء المائية  وإمكانية إدخال أنواع غازية إذا كانت تربية الأسماك غير أصلية. مياه الصرف الصحي هي مزيج من أعلاف الأسماك والمواد البرازية والمضادات الحيوية التي تتراكم في قاع البحر وفي عمود الماء من الأسماك التي يتم استزراعها. وهي ليست ضارة فقط لمخزونات الأسماك البرية ولكنها تشكل أيضًا تهديدًا لحياة النباتات البحرية التي غالبًا ما تكون مصدرًا غذائيًا لمخزونات الأسماك البرية. تعتبر مياه الصرف الصحي ضارة لأنها تلوث النظام البيئي المحيط بها ويمكن أن تسبب مشاكل مثل التخثث وانتقال الطفيليات والأمراض إلى التجمعات البرية  والتشوهات التنموية في الأسماك البرية المحيطة.  التلوث الجيني لمجموعات الأسماك البرية هو خطر شائع يواجه تربية الأحياء المائية في الأقفاص. على سبيل المثال، هناك العديد من الأوراق العلمية التي درست آثار هروب السلمون الأطلسي من حاوياتها والتفاعل مع التجمعات البرية. يتمتع سمك السلمون المستزرع بمستوى لياقة أقل (معدلات بقاء منخفضة ونجاح تناسلي) من سمك السلمون البري بسبب الاختلافات في الانتقاء الاصطناعي والطبيعي.  الاختيار الاصطناعي الذي يختار السمات المظهرية المرغوبة للاستهلاك البشري سيغير وراثة الأرصدة البرية إذا تفاعلت الأسماك المستزرعة وتتكاثر مع العشائر البرية. سيؤدي ذلك إلى تقليل السمات المتعلقة باللياقة البدنية التي تمتلكها المخزونات البرية والتي تشكل تهديدًا خطيرًا لهؤلاء السكان.

## تصنيف أسماك المياه المالحة حسب الموائل
- أسماك ساحلية (أيضًا أسماك بحرية أو أسماك نيريتية) تسكن البحر بين الشاطئ وحافة الجرف القاري
- تعيش أسماك أعماق البحار تحت المنطقة الضوئية للمحيط، أي حيث لا يخترق الضوء ما يكفي لحدوث عملية التمثيل الضوئي
- تعيش أسماك البحر بالقرب من سطح البحر أو البحيرة
- تعيش الأسماك القاعية في قاع البحر أو البحيرة أو بالقرب منه
- ترتبط أسماك الشعاب المرجانية بشعاب مرجانية .